# Полковников, Дмитрий Александрович
Дми́трий Алекса́ндрович Полко́вников (род. 3 июня 1970, Кострома) — гвардии подполковник ВМФ РФ, участник Первой чеченской войны, Герой Российской Федерации (1995). Командир взвода 879 отдельного десантно-штурмового батальона морской пехоты 336-й отдельной гвардейской Белостокской орденов Суворова и Александра Невского бригады морской пехоты дважды Краснознамённого Балтийского флота.

## Биография
Родился 3 июня 1970 года в Костроме в семье офицера. Русский. В 1991 году окончил Полтавское высшее военное командное училище связи.
Служил в Прибалтийском и в Белорусском военных округах.
С апреля 1993 года — в 336-й отдельной гвардейской бригаде морской пехоты Балтийского флота.
С декабря 1994 года — участник первой чеченской войны, в составе роты капитана Евгения Колесникова участник штурма Грозного. Взвод гвардии старшего лейтенанта Полковникова несколько суток оборонял три укреплённых здания в центре Грозного, сковывая силы боевиков. В боях по захвату здания детского сада Полковников был дважды контужен, но остался в строю. При захвате «школы снайперов» группа морпехов во главе с Полковниковым ворвалась в двухэтажное здание и захватила его, уничтожив несколько снайперов и гранатометчиков неприятеля. Полковников был ранен, но остался в строю. Затем бойцы удерживали здание от натиска врага, затем, учитывая численное превосходство неприятеля, Полковников приказал укрыться в подвале и вызвал огонь артиллерии на себя (по другим данным, разведгруппа закрепилась в помещениях второго этажа, Полковников вызвал огонь артиллерии на себя, после чего бойцы спустились на первый этаж). Вся группа считалась погибшей, но через двое суток с атакой вырвалась из окружения и прорвалась к своим, ни один боец не погиб (один морпех получил тяжёлые ранения и ожоги, несколько человек получили лёгкие ранения и контузии).
Указом Президента Российской Федерации от 3 мая 1995 года за мужество и героизм, проявленные при выполнении специального задания, гвардии старшему лейтенанту Полковникову Дмитрию Александровичу присвоено звание Героя Российской Федерации с вручением медали «Золотая Звезда» (№ 171).
После окончания Первой чеченской продолжал службу в частях морской пехоты. В 2000 году уволен в запас в звании гвардии майора, а в 2009 году присвоено звание подполковника.
С 2000 по 2004 год — советник мэра г. Калининграда по социальным вопросам. В 2004 году окончил Российскую академию государственной службы при Президенте РФ по специальности «Государственное и муниципальное управление». В 2006 году окончил аспирантуру Академии при Президенте РФ (кафедра Труда и социальной политики, специальность «Экономика и управление народным хозяйством (экономика труда; региональная экономика)»). Присуждена учёная степень кандидата экономических наук. В 2012 году награждён почётной грамотой губернатора Ленинградской области.
C 2014 по 2017 год — глава муниципального образования Ломоносовский муниципальный район Ленинградской области. С 2017 по 2019 год — начальник Кадетского корпуса (спортивная школа) Военного института физической культуры Министерства обороны Российской Федерации. С 2020 года — председатель Севастопольской организации «Союз Героев Города-Героя Севастополя». С 2022 года является руководителем «Крымпатриотцетра».

## Санкции
18 декабря 2023 года, из-за российского вторжения на Украину, Полковников попал под санкции стран Евросоюза:

Дмитрий Полковников является директором Крымпатриотцентра с 1 марта 2022 года. Центр занимается военной подготовкой детей в незаконно аннексированном Крыму и Севастополе. Он принимал участие в организации российских военно-патриотических лагерей для детей из незаконно аннексированного Крыма.— «Официальный журнал Европейского союза», Брюссель, 18 декабря 2023 года